# 鮑勃·薩格
鮑勃·薩格（英語：Robert Lane "Bob" Saget，1956年5月17日—2022年1月9日）是一位猶太裔美國喜劇演員、演員和電視節目主持人，出生在費城的一個猶太人家庭。他最著名的作品是ABC情景喜劇《歡樂滿屋》，並且曾在1989年至1997年擔任《歡笑一籮筐》節目的第一代主持人。
2022年1月9日，他被發現逝世於佛羅里達州奧蘭多市的旅館，享壽66歲。

## 外部連結
- 官方网站
- 鮑勃·薩格在互联网电影资料库（IMDb）上的資料（英文）
- "Regina Hall Interview" （页面存档备份，存于）. Ability Magazine. "Regina Hall Issue", April/May 2010